# Tom Rolf
Tom Rolf, pseudonimo di Ernst Ragnar Rolf (Stoccolma, 31 dicembre 1931 – Saint-Calais, 14 luglio 2014), è stato un montatore svedese naturalizzato statunitense che ha più volte lavorato per registi come Martin Scorsese (Taxi Driver e New York, New York), Alan J. Pakula (Il rapporto Pelican e L'ombra del diavolo), John Frankenheimer (Il braccio violento della legge Nº 2, Black Sunday e Profezia), Paul Schrader (Tuta blu e Hardcore) e Adrian Lyne (9 settimane e ½ e Allucinazione perversa). Ha montato anche Wargames - Giochi di guerra, Heat - La sfida di Michael Mann, I cancelli del cielo di Michael Cimino e L'uomo che sussurrava ai cavalli. Nel 1984 ha vinto l'Oscar al miglior montaggio per Uomini veri.

## Filmografia

### Montatore

#### Cinema
- Rymdinvasion i Lappland, regia di Virgil W. Vogel (1959)
- Doringo! (The Glory Guys), regia di Arnold Laven (1965)
- Miliardario... ma bagnino (Clambake), regia di Arthur H. Nadel (1967)
- I clandestini delle tenebre (Underground), regia di Arthur H. Nadel (1970)
- Uomini e filo spinato (The McKenzie Break), regia di Lamont Johnson (1970)
- Il giorno dei lunghi fucili (The Hunting Party), regia di Don Medford (1971)
- L'esibizionista (The Honkers), regia di Steve Ihnat (1972)
- La terra si tinse di rosso (Lolly-Madonna XXX), regia di Richard C. Sarafian (1973)
- L'uomo che amò Gatta Danzante (The Man Who Loved Cat Dancing), regia di Richard C. Sarafian (1973)
- Il diavolo del volante (The Last American Hero), regia di Lamont Johnson (1973)
- Visit to a Chief's Son, regia di Lamont Johnson (1974)
- The Trial of Billy Jack, regia di Tom Laughlin (1974)
- Il braccio violento della legge Nº 2 (French Connection II), regia di John Frankenheimer (1975)
- Taxi Driver, regia di Martin Scorsese (1976)
- Black Sunday, regia di John Frankenheimer (1977)
- New York, New York, regia di Martin Scorsese (1977)
- Tuta blu (Blue Collar), regia di Paul Schrader (1978)
- Hardcore, regia di Paul Schrader (1979)
- Profezia (Prophecy), regia di John Frankenheimer (1979)
- I cancelli del cielo (Heaven's Gate), regia di Michael Cimino (1980)
- Storie di fantasmi (Ghost Story), regia di John Irvin (1981)
- Wargames - Giochi di guerra (WarGames), regia di John Badham (1983)
- Uomini veri (The Right Stuff), regia di Philip Kaufman (1983)
- Ladro di donne (Thief of Hearts), regia di Douglas Day Stewart (1984)
- 9 settimane e ½ (9½ Weeks), regia di Adrian Lyne (1986)
- Quicksilver - Soldi senza fatica (Quicksilver), regia di Thomas Michael Donnelly (1986)
- Una fortuna sfacciata (Outrageous Fortune), regia di Leslie Dixon (1987)
- Sorveglianza... speciale (Stakeout), regia di John Badham (1987)
- Non è stata una vacanza... è stata una guerra! (The Great Outdoors), regia di Howard Deutch (1988)
- Black Rain - Pioggia sporca (Black Rain), regia di Ridley Scott (1989)
- Allucinazione perversa (Jacob's Ladder), regia di Adrian Lyne (1990)
- I signori della truffa (Sneakers), regia di Phil Alden Robinson (1992)
- Il rapporto Pelican (The Pelican Brief), regia di Alan J. Pakula (1993)
- Mr. Jones, regia di Mike Figgis (1993)
- Pensieri pericolosi (Dangerous Minds), regia di John N. Smith (1995)
- Heat - La sfida (Heat), regia di Michael Mann (1995)
- L'ombra del diavolo (The Devil's Own), regia di Alan J. Pakula (1997)
- L'uomo che sussurrava ai cavalli (The Horse Whisperer), regia di Robert Redford (1998)
- Windtalkers, regia di John Woo (2002)
- Equilibrium, regia di Kurt Wimmer (2002)
- Admiral", regia di Andrej Kravčuk (2008)

#### Televisione
- La grande vallata (The Big Valley) – serie TV, 10 episodi (1965-1967)
- Processo alla paura (Fear on Trial), regia di Lamont Johnson – film TV (1975)
- La ballata della sedia elettrica (The Executioner's Song), regia di Lawrence Schiller – film TV (1982)

### Sceneggiatore
- Settimo potere (The Resurrection of Zachary Wheeler), regia di Bob Wynn (1971)

## Riconoscimenti
- Premio Oscar
  - 1984 - Miglior montaggio per Uomini veri
- Premio BAFTA
  - 1977 - Candidatura al miglior montaggio per Taxi Driver
- American Cinema Editors
  - 1984 - Miglior montaggio di un lungometraggio per Wargames - Giochi di guerra
  - 1984 - Candidatura al miglior montaggio di un lungometraggio per Uomini veri
  - 1999 - Candidatura al miglior montaggio di un lungometraggio per L'uomo che sussurrava ai cavalli
  - 2003 - Premio alla carriera